# Estadio Alberto Gallardo
Het Estadio Alberto Gallardo is een multifunctioneel stadion in Lima, Peru. Het stadion wordt gebruikt door de voetbalclub Sporting Cristal. Het biedt plaats voor 18.000 mensen.
Het stadion werd gebouwd in de jaren zestig en droeg vanaf 1962 de naam Estadio San Martín de Porres. Sporting Cristal maakte niet veel gebruik van het stadion. Het werd vooral gebruikt door de district- en tweede divisieploegen van San Martín de Porres. In 1995 liet Sporting Cristal het complex renoveren en speelde het vervolgens zijn eerste wedstrijd tegen Club Sportivo Cienciano en won deze met 6-0. Sindsdien wordt het stadion als thuisstadion gebruikt. Alleen bij de grotere wedstrijden tegen Alianza Lima en Universitario de Deportes verhuist Sporting Cristal naar het grotere Estadio Nacional. In 2012 werd het stadion hernoemd ter ere van de in 2001 overleden Peruviaanse voetballer Alberto Gallardo.